# Alcedo quadribrachys
Alcedo quadribrachys е вид птица от семейство Alcedinidae. Видът е незастрашен от изчезване.

## Разпространение
Разпространен е в Ангола, Бенин, Буркина Фасо, Бурунди, Камерун, Централноафриканска република, Демократична Република Конго, Република Конго, Кот д'Ивоар, Екваториална Гвинея, Габон, Гамбия, Гана, Гвинея, Гвинея-Бисау, Либерия, Мали, Нигерия, Руанда, Сенегал, Сиера Леоне, Южен Судан, Того, Уганда и Замбия.